# Nataša Briški
Nataša Briški, slovenska novinarka, publicistka in urednica, * 1974.
Kariero je začela kot športna novinarka na takrat novoustanovljeni postaji Pop TV, nato pa je kot dopisnica šest let in pol živela v Združenih državah Amerike, kjer je iz Washingtona poročala o političnem dogajanju in vzporedno opravljala magistrski študij na ljubljanski Fakulteti za družbene vede. Magistrirala je leta 2008 z disertacijo o procesu izbora kandidatov za ameriške predsedniške volitve (COBISS).
Od vrnitve v domovino deluje kot svetovalka za komuniciranje (s poudarkom na novih medijih), poleg tega pa kot urednica spletnega portala Metina lista, ki ga je tudi soustanovila. Živi in dela v Kočevju.
Medijsko odmeven je bil njen avanturistični podvig leta 2018, ko je kot članica evro-arabske ženske odprave pod vodstvom britanske raziskovalke Felicity Aston na smučeh dosegla severni tečaj.